# 1U

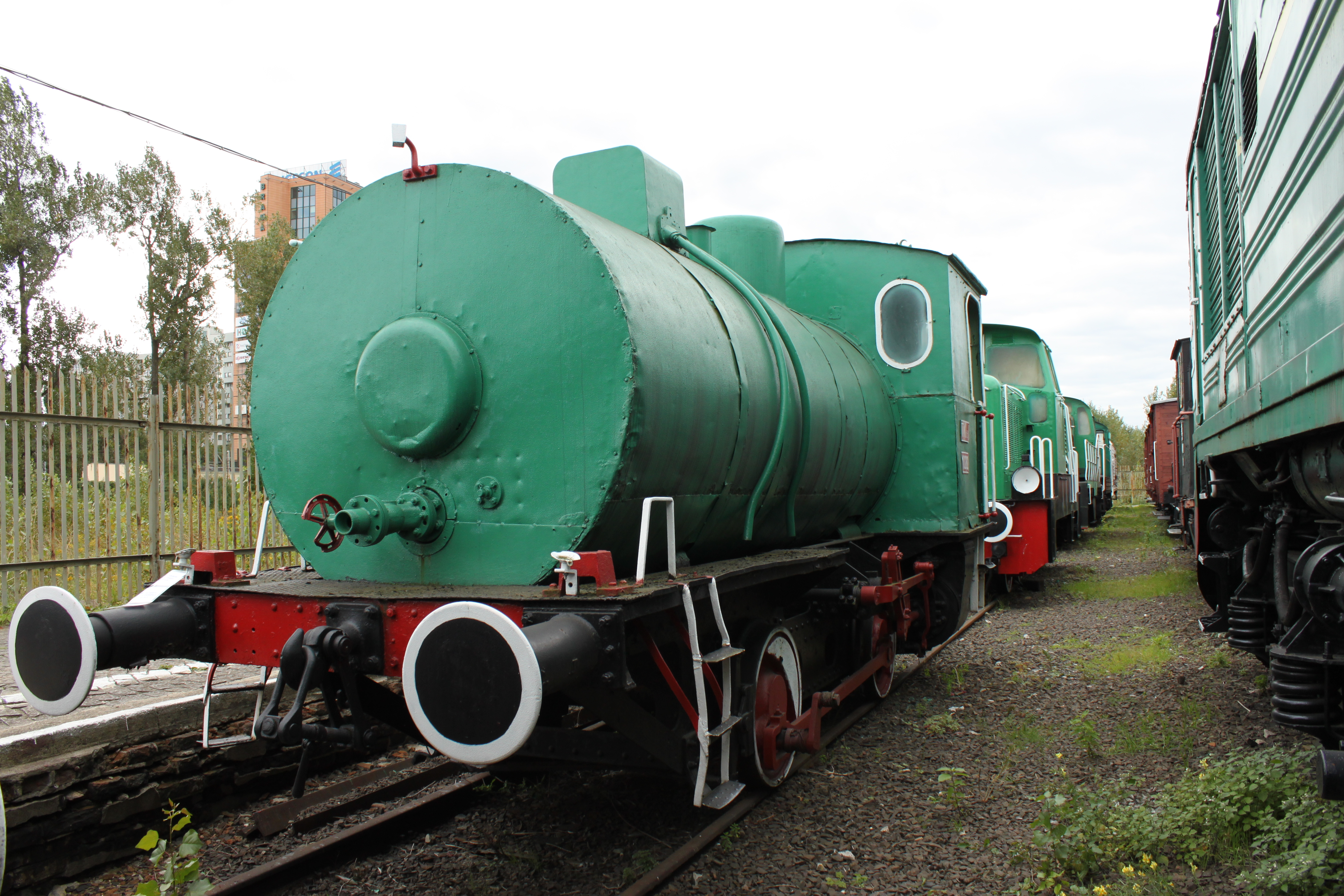
Lokomotiva 1U

1U je akumulační parní lokomotiva vyráběná v Polsku.
V závodě Fablok v Chrzanowě bylo v letech 1954–1956 vyrobeno 36 kusů a v ZNTK Wroclaw dalších 7 strojů.

## Technické parametry
- zatížení hnací nápravy: 16 t
- zásobník páry
  - kapacita 14 m³
  - přípustný tlak 1,5 MPa
- Dvě brzdy: parní a ruční pákou
- Rozsah: 3 hodiny nepřetržitého provozu
- Minimální poloměr oblouku: 60 m